# Тіло Херманн
Тіло Германн (нар. 19 вересня 1964, м. Мюльхаузен, Німеччина) — німецький геві-метал гітарист та автор пісень.

## Життєпис
До того як приєднатися до гурту Grave Digger у 2007 році, Германн грав з багатьма метал гуртами. Одним з перших великих гурті у його кар'єрі був хеві-метал/хард-рок гурт Faithful Breath (раніше прогресивний рок-гурт), до якого він приєднався у 1985 році. Через декілька років гурт змінив назву на Risk. Германн не записав нічого на першому альбомі після зміни назви The Daily Horror News.  У 1989 році він повернувся до гурту знову і записав міні-альбом і два альбоми, після чого знову покинув гурт.
У 1994 році Тіло був найнятий гітаристом до відомого німецького хеві-метал гурту Running Wild, у якому він зіграв на одному з найуспішніших альбомів гурту Black Hand Inn, а також на трьох інших. Германн залишив гурт у 2001 році, через рік після виходу альбму Victory.
Через декілька років відомий гурт Grave Digger планував запросити другого гітариста вперше за часи свого існування. На офіційному сайті було проведено конкурс для фанів по вгадуванню імені нового гітариста. 8 жовтня 2007 року було оголошено що це буде Тіло Германн. Перший концерт він відіграв 31 жовтня у Zeche, Бохум. Тіло залишив Grave Digger у лютому 2009 року.
Також Тіло грав у таких гуртах, як «Steel Dragon», «Höllenhunde», «Glenmore», а також у Holy Moses у 1988 році. Щоправда він не записав з ними жодного альбому.

## Дискографія

### Faithful Breath
- Skol (1985)
- Live (1986)

### Risk
- Ratman [EP] (1989)
- Hell’s Animals (1989)
- Dirty Surfaces (1990)

### Running Wild
- The Privateer [Ep] (1994)
- Black Hand Inn (1994)
- Masquerade (1995)
- The Rivalry (1998)
- Victory (2000)

### Grave Digger
- Pray [EP] (2008)
- Ballads of a Hangman (2009)